# 中大本土學社
中大本土學社（英語：CUHK Local Society），創立於2013年12月，是香港中文大學的一個本土派學社，源於不滿當時香港中文大學學生會對於香港新移民來到香港領取綜援的立場而創。其口號為「本土意識，紥根中大」。
隨著各大專院校學生對於學聯在雨傘革命的決策嚴重失當，而及對於學聯秘書處的人選產生的代表性感到質疑，不少學生都醞釀出退聯的想法，其後香港大學學生會率先提出了退聯公投兼且成功。2015年2月18日，中大本土學社亦隨之而策劃退聯公投，他們希望能普選學聯秘書長。事實上，在新一屆學聯秘書長已於2015年3月22日選出，當選人羅冠聰僅以37票當選。
中大本土學社於2015年3月再次回應退聯問題，並指出若學聯持續未提出改革時間表，並會正式啟動退聯公投，他們於3月3日就退聯公投事宜展開了校內投票程序。他們並且已經開始在中大收集聯署，尋求其他學生支持，不過他們的行動卻被中大學生會阻撓。